# جيم بليث (لاعب كرة قدم)
جيم بليث (بالإنجليزية: Jim Blyth)‏ (9 أغسطس 1911 في المملكة المتحدة - 1979) هو لاعب كرة قدم بريطاني (وحمل سابقاً جنسية المملكة المتحدة لبريطانيا العظمى وأيرلندا) في مركز الدفاع. لعب مع توتنهام هوتسبير وسانت جونستون ونادي فالكيرك وهارت أوف ميدلوثيان وهال سيتي وفورفار أثلتيك ‏ وPeebles Rovers F.C. ‏.